# Odprto prvenstvo Anglije 2009
Odprto prvenstvo Anglije 2009 je teniški turnir za Grand Slam, ki je med 22. junijem in 5. julijem 2009 potekal v Londonu.

## Moški posamično
Roger Federer :  Andy Roddick, 5–7, 7–6(6), 7–6(5), 3–6, 16–14

## Ženske posamično
Serena Williams :  Venus Williams, 7–6(3), 6–2

## Moške dvojice
Daniel Nestor /  Nenad Zimonjić :  Bob Bryan /  Mike Bryan, 7–6(7), 6–7(3), 7–6(3), 6–3

## Ženske dvojice
Serena Williams /  Venus Williams :  Samantha Stosur /  Rennae Stubbs, 7–6(4), 6–4

## Mešane dvojice
Mark Knowles /  Anna-Lena Grönefeld :  Leander Paes /  Cara Black, 7–5, 6–3